# Akt der Liebe
Akt der Liebe (englischer Originaltitel: Act of Love) ist ein Roman des amerikanischen Autors Joe R. Lansdale. Der Kriminal- und Horrorroman erschien erstmals 1981 in den Vereinigten Staaten. 2010 wurde der Roman in Deutschland in einer Übersetzung von Gabriele Bärtels mit einem Vorwort von Andrew Vachss beim Heyne Verlag in München veröffentlicht.
Das Buch handelt von einem Serienmörder, der seine Opfer während der Vergewaltigung brutal verstümmelt und ermordet, sowie den Ermittlungen der Polizei von Houston, um den Mörder zu finden. Es handelte sich um den ersten vollständigen Roman des Autors und er gehört zu den frühen Splatterromanen.

## Allgemeines und formaler Aufbau

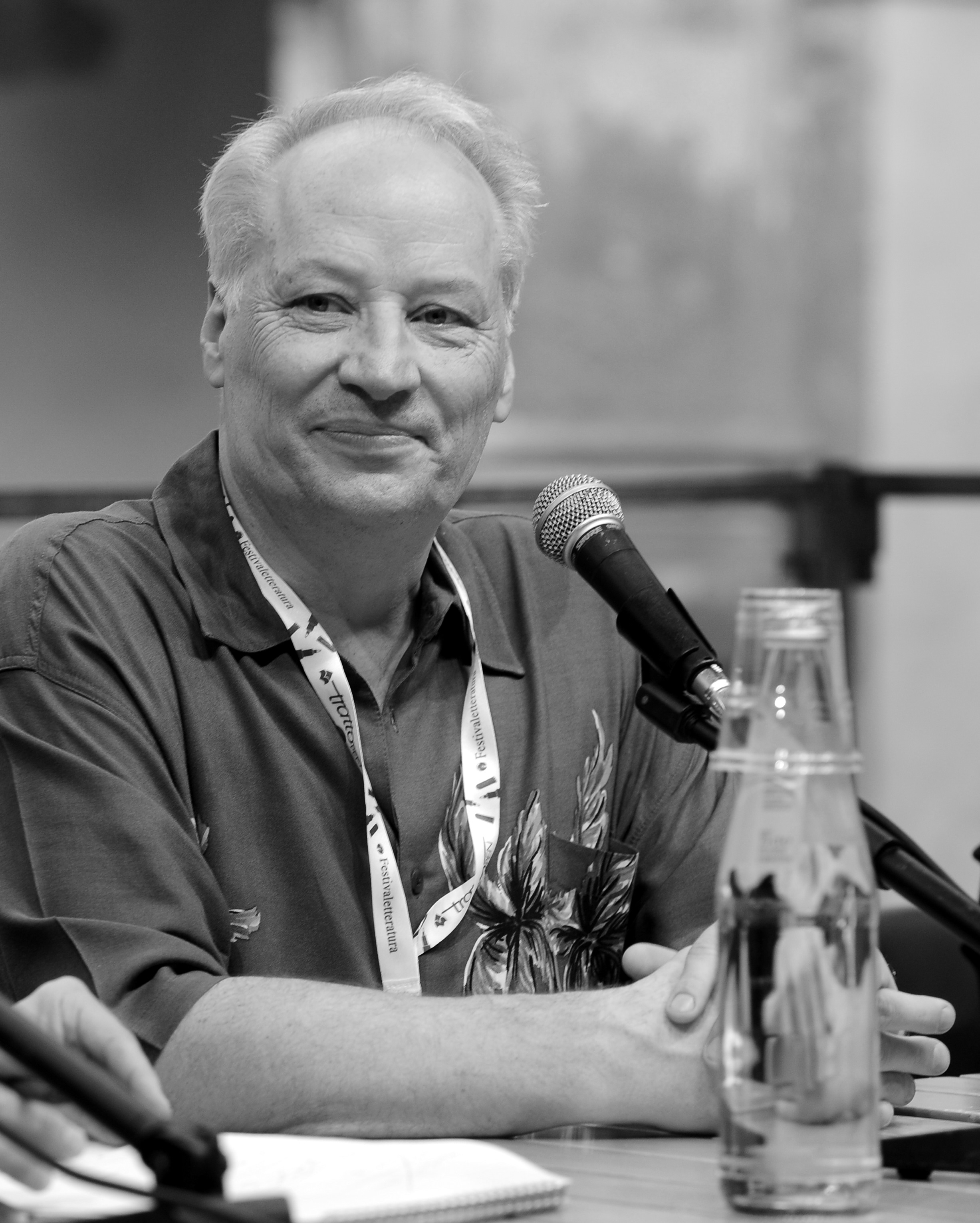
Joe R. Lansdale

Die in Akt der Liebe dargestellte Geschichte ist durchweg fiktiv. Der Roman besteht aus einem Prolog, der mit „Der Anfang …“ betitelt ist und gliedert sich dann in drei Teilen („Der Anfang …“, „Das Biest zeugt Zähne“ und „Das Ende von allem“), die jeweils in mehrere Kapitel aufgeteilt werden. Weder die Teile noch die Kapitel tragen Titel, sondern durchnummeriert und werden durch Zwischenabschnitte weiter untergliedert, die mit Zeitpunkten der Geschichte überschrieben sind. Das Ende bildet ein kurzer Epilog. Das gesamte Buch wird aus der Position eines Erzählers wiedergegeben, der sowohl Einblicke in die konkrete Handlung wie auch in die Gedanken und Erinnerungen der Personen hat. Der Erzähler begleitet vor allem den Polizisten Marvin Hanson und dessen Kollegen Joe Clark, in einigen Kapitel beschreibt er jedoch auch Aktivitäten anderer Personen wie etwa des Mörders oder des Reporters Philip Barlowe. Mit wenigen Ausnahmen spielt die gesamte Geschichte in Houston in Texas, wobei die konkreten Schauplätze variieren. Die Erzählreihenfolge ist chronologisch, die Darstellung der Gewalttaten in dem Buch ist sehr detailliert.
Die eigentliche Geschichte wird durch mehrere Zitate von Michael Le Faucheur, William Shakespeare, Millan Stray und Edgar Allan Poe sowie dem Gedicht The Psycho’s Song des Autors Mignon Glass eingeleitet. Auch die einzelnen Teile werden mit verschiedenen Zitaten eingeleitet.
Eingeleitet wird die deutschsprachige Version des Buches zudem durch eine Widmung: Für Marie Louise Lansdale und meine Frau Karen. Hierauf folgt ein Vorwort von Andrew Vachss, der den Roman und Joe R. Lansdale als Autor vorstellt. Den Abschluss nach dem Epilog der Geschichte stellt ein Nachwort von Joe R. Lansdale aus dem Jahr 1992 dar.

## Handlung
Der Roman Akt der Liebe beginnt im Prolog mit der Darstellung eines brutalen Mordes in einem Pearl Harbour genannten Ghetto in Houston, Texas. Dabei überfällt ein unbekannter Mann eine junge Frau und tötet sie brutal mit einem Bajonett, mit dem er ihren Unterleib aufschlitzt während er sie vergewaltigt. Die Brüste des Opfers schneidet der Täter ab und nimmt sie mit nach Hause. Das Mädchen wird kurz darauf von dem Obdachlosen Smokey gefunden und als die Prostituierte Bella Louise identifiziert. Entgegen seinem Drang, zu fliehen, meldet er den Fund der Polizei.
Die Polizisten Marvin Hanson und sein Kollege Joe Clark sind zuständig für den Fall. Unterstützt werden sie von dem Pathologen Doc Warren, von dem sich Hanson später auch Rat zur Psychologie des Täters holt. Hanson ist ein schwarzer Polizist, der selbst aus dem Ghetto stammt und nun mit seiner Frau Rachel und seiner Tochter JoAnna in Pasadena, einem Vorort von Houston, lebt. Während der Ermittlungen stoßen die Ermittler immer wieder mit dem Reporter Philip Barlow zusammen, der die Geschichte des Houston Hacker verfolgt und für seine auf Skandale ausgerichtete Zeitung ausschlachtet. In seinen Artikeln bezieht er sich auf Insiderinformationen aus Polizeikreisen und greift die Ermittler offen an, nach seiner ersten Veröffentlichung bekommt er zudem ein Schreiben von dem Mörder, das er in der Zeitung abdruckt. In einem weiteren Brief an Hanson kündigt der Mörder zudem weitere Morde an.

„Nicht beleidigt sein, Bullen. Hier ist Eure persönliche Nachricht: Ich verschaffe euch bald richtig Arbeit.“

Der zweite Teil beginnt mit einer Darstellung der Wohnung des Houston Hackers und seiner Vorgeschichte und den Beginn seiner nekrophilen Taten. Der Abschnitt schildert detailliert seine erste Liebe zu einem Mädchen, an das er sich allerdings nicht herantraute und wie er, nachdem sie bei einem Unfall getötet und beerdigt wurde, ihr Grab öffnete und sich an der Leiche befriedigte sowie danach den Kopf mitnahm und diesen viele weitere Male zur Befriedigung nutzte. Danach wird der zweite Mord der Mordserie geschildert, bei dem der Houston Hacker die junge Studentin Evelyn DeMarka in ihrer Wohnung tötete und dabei vergewaltigte; der Täter nimmt das Herz des Opfers mit sich. Auch hier leitet Hanson gemeinsam mit Clark die Untersuchungen und zum ersten Mal wird dargestellt, dass Hanson vorhat, den Mörder entgegen den Gesetzen nicht vor Gericht bringen, sondern in Selbstjustiz töten will:

„Er beschloss außerdem, dass, nachdem er die Bestie festgenommen hatte, der Kerl auf dem Weg zum Revier einen kleinen Unfall haben würde. Er war sicher, der Hacker würde etwas Unüberlegtes tun. Flüchten, zum Beispiel. Hanson nahm sich vor, in diesem Fall den Warnschuss in den Hinterkopf des Hackers abzufeuern.“

Auch dieser Mord wurde von Barlowe in seiner Zeitung ausgeschlachtet und führte zu einer deutlichen Verängstigung der Menschen in Houston vor dem Mörder. Hanson steigert sich in den Fall hinein und verbringt schlaflose Nächte, was auch seiner Frau Sorgen bereitet. Kurz darauf erhält Barlowe einen weiteren Brief des Hackers und verständigt die Polizei, Hanson öffnet den Brief und greift kurz darauf Barlowe an und beschuldigt ihn und den Chefredakteur Evans, mit ihrer Form der Berichterstattung Mitschuld an den Taten und der Panik in der Stadt zu haben. Clark kann den Streit deeskalieren, Barlowe greift den Vorwurf jedoch auf und veröffentlicht einen entsprechenden Artikel mit einem Angriff auf Hanson und die Polizei.
Zwischenzeitlich wird deutlich, dass die Informationsquelle für Barlowe der Polizist James Milo ist. Milo braucht dringend Geld für die Behandlung seines Sohnes, der an Kinderlähmung erkrankt ist, und lässt sich von Barlowe für Informationen aus dem Polizeirevier bezahlen. Da er das Gefühl hat, dass Hanson ihm auf der Spur ist, will er aufhören und keine weiteren Informationen mehr weitergeben. Die letzten Informationen, die er dem Reporter gibt, sind die Vermutung, ein Polizist könnte hinter den Morden stehen, sowie der Fund eines Knopfes, der zu einer Regenjacke gehört, aus der Leiche des letzten Opfers. Kurz darauf stellt ihn Clark zur Rede, als er ihn beim Kopieren sensibler Akten erwischt, verzichtet jedoch auf eine Anzeige. Milo trifft sich ein letztes Mal mit Barlowe und teilt ihm mit, dass er nicht mehr zur Verfügung steht.
Das dritte Opfer des Mörders ist Patricia Quentin, die er vor ihrem Haus anspricht und dann in ihrem Haus ermordet; auch hier nimmt der Mörder Körperteile der Frau mit sich und es wird zum ersten Mal erwähnt, dass er Menschenfleisch zum Essen zubereitet. Kurz darauf erhält Hanson eine Schachtel in sein Haus geliefert, in der sich die abgeschnittene Hand des Opfers und eine Drohung sowie Hinweise auf das noch nicht gefundene Opfer befinden:

„Das nächste Mal sind deine Frau und Tochter dran, Nigger. Ich beobachte sie, die ganze Zeit.“

Hanson gerät in Panik und will seine Familie schützen und erzählt Rachel von dem Inhalt des Briefes. Er denkt sofort an seine Tochter, die mit ihrem Freund Tommy Rae ins Autokino fahren wollte. Diese werden tatsächlich von einem blauen Van verfolgt, der sie mehrfach anfährt und zum Anhalten zwingen will. Bei der anschließenden Jagd verunfallt das Fahrzeug der jungen Leute am Highway und Tommy Rae wird getötet, der Van verschwindet. Barlowe erscheint am Unfallort, während die Feuerwehr JoAnna aus dem Fahrzeug befreit; Hanson wird kurz darauf von dem Unfall unterrichtet und fährt zu dem Krankenhaus, in dem sie eingeliefert wurde. In der Zwischenzeit ruft der Hacker beim Polizeirevier an und gibt an, dass er sich „den Nigger und seine Familie holen“ will und sein Chef überredet ihn, mit seiner Familie als Köder zurück nach Hause zu gehen. Hanson willigt widerwillig ein und verspricht, unbewaffnet im Haus zu bleiben. Während er wartet, steigert er sich in den Gedanken hinein, dass sein Partner Joe Clark der Hacker sein könnte und als ein Anruf von Barlowe kommt, der behauptet den Hacker identifiziert zu haben, verlässt das Haus unter einem Vorwand und fährt zu der genannten Adresse. Als er dort ankommt erfährt er, dass es sich um Milos Haus handelt, der hier gemeinsam mit seiner Familie umgebracht wurde. Hanson und Barlowe gehen in das Haus und finden die Leichen, danach bestätigt Barlowe Hanson darin, dass Clark der Mörder sein musste. Sie trennen sich und Hanson will zu Clark, um diesen zu erledigen. Derweil hatte der Polizeichef Clark beauftragt, als zusätzlicher Schutz zu Hansons Haus zu fahren.
Während Hanson das Appartement von Clark durchsucht und dabei auf einen von Clark getippten Text stößt, in dem dieser die Vermutung äußert, dass Hanson der Hacker sei. Durch den Vergleich einer Schriftprobe mit der von Barlowe geschriebenen Adresse erkennt er, dass der Reporter, den er zu seinem Haus geschickt hatte, der tatsächliche Mörder ist. Dieser erreicht derweil sein Haus und tötet zuerst die vor dem Haus observierenden Polizisten, danach verschafft er sich Zutritt zum Haus und tötet auch den dort hinterlassenen Polizisten. Zu dem Zeitpunkt erreicht Clark das Haus und entdeckt die getöteten Polizisten, wird jedoch ebenfalls ermordet. Hanson gelingt es derweil, telefonisch seine Frau zu warnen, die sich gemeinsam mit ihrer Tochter im Schlafzimmer verbarrikadiert. Während Hanson nach Hause rast dringt Barlowe in das Schlafzimmer ein, wo sich erfolglos Rachel mit einem Hammer gegen ihn wehrt. Er stößt sie brutal weg und reißt ihr an den Haaren, danach nimmt er den Hammer und treibt ihr einen Nagel durch die Handfläche in die Wand. In dem Moment stürmt Hanson in die Wohnung und Barlowe lässt von ihr ab. Im folgenden Kampf wird Hanson durch das Bajonett verletzt, ihm gelingt es jedoch, Barlowe mit einer Geländerstange zu töten.
Im Epilog wird dargestellt, dass Hanson nach der Beerdigung seines Kollegen Clark seine Polizeilaufbahn beendet hat.

## Hintergrund und Rezeption
Act of Love war der erste vollständige Roman von Joe R. Lansdale. Nach eigener Aussage wollte er mit dem Roman etwas sehr Starkes und Neues schreiben, und dabei vor allem die Gewalt herausstellen. Dabei ließ er sich stark von den Arbeiten des Regisseurs Sam Peckinpah leiten, da zu dieser Zeit Splatterromane wie die von Clive Barker und Horrorfilme noch nicht vorhanden waren. Den Roman schrieb er zudem im Ärger darüber, dass Psychopathen und Mörder in der Gesellschaft so viel Aufmerksamkeit erhalten während dies nicht für ihre Opfer zutraf. Aus diesem Grund schrieb er eine Schlachterszene, mit der er Sympathie zu dem Opfer aufbauen wollte.
Im Epilog des Romans, geschrieben 1992, stellte Lansdale selbst seine Motivation für den Roman dar. Er hatte bis dahin ein paar Kurzgeschichten geschrieben und auch veröffentlicht, allerdings noch keinen Roman geschrieben, und orientierte sich mit diesem ersten größeren Werk vor allem an Arbeiten von Ed McBain, Dean Koontz, John Ball und Richard Matheson. Er wollte einen Krimi schreiben, der in seinem Heimatstaat Texas spielt, und wählte Houston, weil er annahm, dass der Handlungsort eine Großstadt sein musste, und obwohl er die Stadt hasste. Seine Frau studierte zu der Zeit Kriminologie und arbeitete über das Buch Anatomie der menschlichen Destruktivität von Erich Fromm, die ihn Taten wie die von Richard Speck und Charles Joseph Whitman betrachten ließ und für die Handlung und vor allem für die Brutalität inspirierte.
Nachdem das Buch fertig war, versuchte Lansdale, es über seine Agentin an einen Verleger zu verkaufen, bekam jedoch anfänglich nur Absagen, obwohl verschiedene Lektoren ihn für das Buch lobten. Angenommen wurde es schließlich von Zebra Books, wo es 1981 erschien.

## Ausgaben
- Act of Love, Zebra Books 1981
  - Akt der Liebe, Heyne, München 2010
  - Akt der Liebe, 2. Auflage, Heyne Hardcore, München 2014, ISBN 978-3-453-67586-5

## Belege
1. ↑  
Joe R. Lansdale: Akt der Liebe, 2. Auflage 2014; Vorblatt II; S. 12–13.
2. ↑  
Joe R. Lansdale: Akt der Liebe, 2. Auflage 2013; Vorblatt.
3. ↑  
Andrew Vachss: Vorwort, In Joe R. Lansdale: Akt der Liebe, 2. Auflage 2014; S. 7–11.
4. 1 2 3  
Joe R. Lansdale: Nachwort, In Joe R. Lansdale: Akt der Liebe, 2. Auflage 2014; S. 275–282.
5. ↑  
Joe R. Lansdale: Nachwort, In Joe R. Lansdale: Akt der Liebe, 2. Auflage 2014; S. 76.
6. ↑  
Joe R. Lansdale: Nachwort, In Joe R. Lansdale: Akt der Liebe, 2. Auflage 2014; S. 93.
7. ↑  
Joe R. Lansdale: Nachwort, In Joe R. Lansdale: Akt der Liebe, 2. Auflage 2014; S. 189.
8. ↑  
Robert R. McCammon interviews Joe R. Lansdale, Interview mit Joe R. Lansdale aus dem Oktober 1989; abgerufen am 29. Mai 2016.